# Jernbanetransport på Nauru
Jernbanetransport på Nauru blev brugt til at transportere fosfat fra øens indre til moler på vestkysten af øen i Aiwo. Til dette formål blev der bygget en 3,9 kilometer lang, 2 fod (610 mm) smalsporet jernbane af Pacific Phosphate Company i 1907.

## Overblik
Sporvidde blev opgraderet til 914 mm af British Phosphate Commission i 1920. Tidligere brugt man dampmaskiner som fremdift til togene, men i dag bliver der brugt dieselmotorer til at rive togene, selvom traktorer også bruges nogle gange.
Jernbanens fremtid er usikker, da Naurus fosfatressourcer næsten er opbrugt. Togene kørte stadig i 2008.
Naurus fosfattog ses på adskillige frimærker fra Nauru, inklusiv serien fra 1980 (Yvert no. 211-213) og en anden fra 1985 (Yvert no. 306, Scott no. 308). Togene er også blevet afbildet på mindrefrimærker fra Nauru.